# Wendell Willkie
Wendell Lewis Willkie, född 18 februari 1892 i Elwood, Indiana, död 8 oktober 1944 i New York, var en amerikansk jurist, affärsman och politiker (republikan). 

## Biografi
Willkie var fram till 1939 aktiv inom det Demokratiska partiet och utsågs 1940 efter en snabb omvändning sensationellt till presidentkandidat för det Republikanska partiet. 
Som utmanare till den sittande demokraten Franklin D. Roosevelt ställdes han inför en svår utmaning att omorganisera det republikanska partiet efter de katastrofala nederlagen i presidentvalen 1932 och 1936. Han utgav därför stöd för dennes populära New Deal-program men förespråkade i övrigt en strikt neutralitetspolitik och anklagade Roosevelt för att vilja bryta sitt löfte om neutralitet gentemot kriget i Europa. 
Willkie åtnjöt länge popularitet för sin lojalt isolationistiska hållning i ett USA där en klar majoritet motsatte sig amerikansk intervention, men förlorade valet med klar marginal och de förhoppningar som isolationisterna haft grusades efter anfallet mot Pearl Harbor 1941, då opinionen svängde tillräckligt för att kunna acceptera ett USA i krig. Avgörande för nederlaget var Roosevelts omåttliga popularitet, trots dennes kontroversiella beslut att ställa upp för en tredje period, samt Willkies nära totala brist på tidigare politisk erfarenhet.
Willkies bok En värld om internationellt samarbete efter kriget (1943, översatt samma år) bidrog starkt till att bryta den traditionella amerikanska isolationismen.